# جون باباديميتريو
جون ك. باباديميتريو (4 سبتمبر [التقويم القديم: أغسطس 1904] – 11 أبريل 1963) هو عالم آثار يوناني.  بالتعاون مع جورج ميلوناس، قام بالتنقيب في الدائرة الجنائزية «ب» (Grave Circle B)، والتي تعد أقدم المدافن المعروفة في موقع ميسينا من العصر البرونزي.
درس باباديميتريو، وهو ابن لمدرّس، علم الآثار والأدب في جامعة أثينا. خدم لفترة قصيرة في البحرية اليونانية، ثم بدأ مسيرته الأكاديمية قبل أن يتولى منصبًا في خدمة الآثار اليونانية عام 1929. في بداية مسيرته، أجرى حفريات في جزيرة كورفو ونيكوبوليس، ونشر دراستين قصيرتين عن التاريخ الأثري. درس أيضًا في جامعة هومبولت في برلين، حيث حصل على درجة الدكتوراه في عام 1935.
خلال احتلال قوات المحور لليونان، انضم باباديميتريو إلى الجبهة الوطنية للتحرير بقيادة الشيوعيين؛ جعلته أراؤه اليسارية موضع شك وعداء في بعض الأحيان من قبل المؤسسة اليونانية في السنوات التالية للحرب، خاصة في ظل النظام المناهض للشيوعية في اليونان آنذاك. أجرى حفريات في معبد أرتميس في براورون بأتيكا، وفي معبد أسكليبيوس في إبيداوروس، لكن اكتشاف الدائرة الجنائزية «ب» طغى على هذه المشاريع، وأصبح باباديميتريو مديرًا مشتركًا لتلك الحفريات حتى عام 1954. استمر العمل في الدائرة الجنائزية حتى عام 1954.
بعد قضاء عام في معهد الدراسات المتقدمة في برينستون، عاد باباديميتريو إلى اليونان لمواصلة أعمال التنقيب، حيث اكتشف معبد أرتميس في براورون، وحدد موقع كهف بان في أوينو، وقام بالتنقيب عن تماثيل أرتميس وأبولو وأثينا في بيرايوس. في عام 1958، تولى إدارة خدمة الآثار، حيث قاد فترة من الإصلاح والتوسع وتحسين الخدمات الأثرية. ظل باباديميتريو في منصبه حتى وفاته إثر نوبة قلبية في 11 أبريل 1963. بعد وفاته، تم التراجع عن العديد من إصلاحاته من قبل خصمه القديم سبيريدون ماريناتوس، الذي ترأس خدمة الآثار خلال فترة المجلس العسكري اليوناني في عام 1967. ومع سقوط النظام العسكري عام 1974، تمت إعادة تأهيل سمعة باباديميتريو، وأُجريت إصلاحات في خدمة الآثار وفقًا للمبادئ التي كان قد بدأها.

## بداية حياته ومسيرته المهنية
وُلد جون ك. باباديميتريو في 4 سبتمبر [التقويم القديم: 22 أغسطس] 1904، في جزيرة سكيروس اليونانية. كان والده، كونستانتينوس، معلمًا من جزيرة وابية. تلقى باباديميتريو تعليمه المدرسي في سيروس وخالكيذا في وابية، قبل أن يدرس علم الآثار والأدب في جامعة أثينا، حيث تخرج في 29 يناير 1926. في نفس العام، انضم إلى البحرية اليونانية؛ لكن وفاة والده في عام 1926 أدت إلى منحه مهام مخففة حتى يتمكن من دعم والدته.
تم تعيين باباديميتريو كمساعد مدرس في فقه اللغة اليونانية في موزاكي، شمال اليونان، لكنه استقال عام 1927 لقبول عرض عمل في جامعة أثينا، ليخلف يوانيس سيكوتريس، المحاضر في الأدب اليوناني. انضم إلى جمعية الآثار في أثينا، وهي جمعية علمية بارزة في مجال البحث والتنقيب الأثري في اليونان، في 10 فبراير 1928. في خريف عام 1929، غادر منصبه في الجامعة بعد أن اجتاز عملية الاختيار ليصبح «إبيميليتيس» (مسؤول أثري مبتدئ) في خدمة الآثار اليونانية. في عام 1929، نشر مقالًا بالألمانية حول القلاع الفرانكية في وابية. كانت أولى مهامه في متحف العملات في أثينا، في نوفمبر 1929، وقد حصل على موافقة طلب نقل إلى طيبة في يوليو التالي، حيث أجرى حفريات في المدينة مع أنطونيوس كيراموبولوس، المشرف الأثري للمنطقة.
في مارس 1931، انتقل باباديميتريو، بناءً على طلبه، إلى جزيرة كورفو، حيث عمل مساعدًا للمشرف الأثري (إيفور) للجزيرة، يوانيس ميلياديس. في عام 1933، نشر دراسة قصيرة عن عالم الآثار الكورفي أندرياس موستوكسيديس، مدير أول متحف أثري وطني في اليونان، استنادًا إلى دراسة لمخطوطاته الباقية. خلال وجوده في كورفو، ركز على علم الآثار البيزنطي، حيث نشر دراسة عن كنيسة القديس جايسون والقديس سوسيباتر التي تعود إلى العصور الوسطى.
بين نوفمبر 1933 وفبراير 1934، قضى باباديميتريو فصلًا دراسيًا في جامعة هومبولت في برلين، حيث درس الفن الروماني تحت إشراف جيرهارت رودينفالدت، كما حضر دورات تحت إشراف روبرت زان، مدير مجموعة الآثار القديمة. تمت ترقيته إلى رتبة مشرف أثري (إيفور) في عام 1934، وحصل على درجة الدكتوراه من جامعة هومبولت عام 1935. كما قام في نفس العام بحفريات صغيرة في ثيمي، وهي تلة في سكيروس، حيث اكتشف قبرًا يعود إلى العصر البروتوجيومتري. وفي عام 1936، تعاون مع أندرياس زينغوبولوس في دراسة بازيليكا بالايوبوليس. عاد باباديميتريو إلى برلين بين عامي 1936 و1938، حيث درس مرة أخرى تحت إشراف رودينفالدت، كما حضر دورات على يد أنتال هكلر. ومن المحتمل أنه درس أيضًا على يد إرنست بوشور في جامعة لودفيج ماكسيميليان في ميونيخ. وخلال فترة وجوده في ألمانيا، نشر في عام 1937 دراسة قصيرة عن العالم الكلاسيكي الألماني فريدريش تيرش. في عام 1939، قام بالتنقيب عن معبد يعود إلى القرن الخامس قبل الميلاد في قرية رودا على جزيرة كورفو. وفي عام 1940، أجرى حفريات قصيرة في موقع نيكوبوليس، وهي مدينة أسسها رجل الدولة الروماني أوكتافيان في عام 29 قبل الميلاد تخليدًا لانتصاره في معركة أكتيوم.

## الحرب العالمية الثانية
دخلت اليونان الحرب العالمية الثانية في 28 أكتوبر 1940، عندما غزت إيطاليا شمال غرب اليونان. تم استدعاء باباديميتريو كجندي احتياطي في الجيش اليوناني في 13 نوفمبر، لكنه أُعفي من الخدمة في 2 ديسمبر. بينما كان لا يزال في كورفو، كُلّف بمهمة إخفاء القطع الأثرية المحفوظة في متحف الجزيرة، وهي مهمة أُعلن عن اكتمالها في 21 مارس 1941. في 2 أبريل، قبل أربعة أيام من اندلاع الحرب مع ألمانيا، تم استدعاؤه مرة أخرى إلى الاحتياط، وهذه المرة تم تعيينه في قيادة عسكرية في أثينا؛ تم تسريحه من الخدمة في 1 مايو، بعد هزيمة القوات اليونانية واحتلال القوات الألمانية لأثينا. خلال احتلال قوات المحور الذي تلا ذلك، انضم باباديميتريو إلى الجبهة الوطنية للتحرير (إي إيه إم)، وهي حركة مقاومة وطنية بقيادة الحزب الشيوعي. أصبح عضوًا بارزًا في الحركة في كورفو. وفي عام 1942، أجرى أعمال ترميم على بازيليكا بالايوبوليس، التي تضررت بسبب القصف.